# ジョー・グラボウスキー
ジョー・グラボウスキー (Joe Graboski, 1930年1月15日 - 1998年7月2日) は1950年代のNBAで活躍した元バスケットボール選手。キャリアの大半をフィラデルフィア・ウォリアーズで過ごし、同チームにおける1956年の優勝に貢献した。
グラボウスキーはトニー・カッペン、コニー・シモンズに続く、高校卒業後、大学に進学せず直接NBA入りを果たした史上3人目の選手であり、シカゴ市のツリー高校卒業後、シカゴ・スタッグズに入団した。スタッグズでの2年間は殆ど出場機会を得られず、また1950年にはスタッグズが解散してしまい、翌シーズンのグラウボスキーはNBAのどのチームにも所属できなかった。1951年にはインディアナポリス・オリンピアンズとの契約に成功。グラウボスキーはこのチームで急成長を見せ、オリンピアンズでの2年目には13.0得点10.0リバウンドのダブル・ダブルの成績を記録した。しかしオリンピアンズはこのシーズン限りで解散。グラボウスキーはまたもや所属するチームを失った。
しかしこの時のグラボウスキーはすでに実力者として認められていたため、すぐにフィラデルフィア・ウォリアーズとの契約に成功した。当時のウォリアーズにはリーグ屈指のセンター、ニール・ジョンストンが在籍しており、グラボウスキーはジョンストンの相棒として毎シーズン平均13得点10リバウンド前後を記録した。ウォリアーズもグラボウスキーの加入、ポール・アリジンの再合流、新人トム・ゴーラの活躍などで、1956年にはファイナルに進出。フォートウェイン・ピストンズを破って優勝を果たした。ウォリアーズでは1960-61シーズンまでプレイ。ウォリアーズでの最後のシーズンにはウィルト・チェンバレンと共にプレイしている。
ウォリアーズからセントルイス・ホークスに移籍したグラボウスキーは1960-61シーズン中にシカゴ・パッカーズ、シラキュース・ナショナルズを渡り歩き、このシーズンを最後に現役から引退した。
BAA/NBA通算成績は13シーズンのプレイで、9,280得点6,104リバウンド、平均11.0得点8.1リバウンドだった。